# Hakan Ryży
Hakan Ryży (ur. ?, zm. 1080?) – król Szwecji w latach 1070–1080. Przydomek Ryży (lub Czerwony) zawdzięczał rudym włosom.
Ok. 1070 r. pozbawił Halstena Stenkilssona władzy w Götlandzie, a ok. 1075 r. (lub wcześniej) usunął ze Swealandu Anunda Gardske. Ok. 1080 r. utracił władzę na rzecz Halstena Stenkilssona, który panował odtąd ze swoim bratem Inge I. Nic więcej o nim nie wiadomo, być może zginął podczas walki o tron w latach 80. XII wieku.